# عبد الرحمن كرنقو
عبد الرحمن إسحاق أبكر كُرُنْقُو (28 نوفمبر 1988 - ) لاعب كرة قدم سوداني دولي من مواليد مدينة ود مدني.
لعب كرنقو لمنتخب السودان لكرة القدم وشارك معه في كأس الأمم الأفريقية 2012. أما على صعيد الأندية فلعب لعدة أندية أبرزها المريخ وأحرز معه لقب كأس السودان.
يلعب حالياً لصالح نادي أهلي الخرطوم الناشط في الدوري السوداني الممتاز. وهو الأخ الأصغر للاعب حسن كرنقو.

## الإنجازات

### مع المريخ
- كأس السودان (1): 2012